# 中华人民共和国福建海事局
中华人民共和国福建海事局，简称福建海事局（英語：Fujian MSA），是中华人民共和国交通运输部正厅级直属机构。

## 机构设置
福建海事局设置下列机构：（除注明外均为正处级）
- 办公室
- 法规规范处（执法督察处）
- 综合计划处
- 财务会计处
- 人事教育处
- 指挥中心（搜救中心办公室）
- 通航管理处
- 船舶监督处
- 船员管理处
- 危管防污处
- 安全管理处
- 基建装备处
- 审计处
- 科技信息处
- 党组工作部（组织处）
- 宣传处
- 纪检监察处
- 直属机关党委办公室（工会办公室）
- 政务中心
- 船员考试中心

### 受交通运输部委托管理的机构
- 中华人民共和国厦门海事局（副局级）

### 直属机构
- 中华人民共和国宁德海事局
- 中华人民共和国福州海事局
- 中华人民共和国莆田海事局
- 中华人民共和国泉州海事局
- 中华人民共和国漳州海事局
- 中华人民共和国平潭海事局
- 后勤管理中心

## 外部連結
- 官方网站